# 孕婦

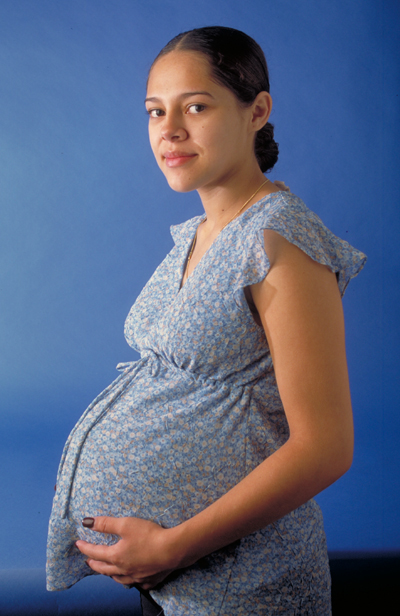
孕婦

孕婦是懷孕的婦女，是人類社會的一個身份，她們有共同的心理、生理特徵，以及消費需要。孕妇怀孕期是需要加强营养的特殊生理时期，因为胎儿生长发育所需的所有营养素均来自母体，孕妇本身需要为分娩和分泌乳汁储备营养素，所以，保证孕妇孕期营养状况维持正常对于妊娠过程及胎儿、婴儿的发育，均有很重要的作用。

## 家庭身分
孕婦是一位女性，在人生過程中，是由為父母的女兒，到成為另一人母親的中途過程。已婚的婦女，在家庭角色上，是由只為丈夫的妻子，而至即將為丈夫共同過渡成為腹中胎兒的父母，也為家族添加一個新一代成員作出貢獻。

## 醫護業
孕婦是醫療業中的消費者之一。在人生過中，有「生老病死」都可以需要醫療服務，而孕婦是其一類顧客，她們需要產前診斷、產前檢查、分娩之時需要接生服務、及產後調理等。在特殊的例子中，還有需要人工受孕、人工流產墮胎、產後憂鬱症心理醫生等服務。

## 相關
- 妊娠
- 流產
- 婚前性行為
- 婚姻
- 親戚
- 中藥
- 坐月子
- 助產士
- 生育控制